# Путило, Степан Александрович
Степа́н Алекса́ндрович Пути́ло (он же Светло́в; род. 27 июля 1998, Минск, Белоруссия) — белорусский журналист, блогер, режиссёр, телеведущий, автор и создатель каналов NEXTA на общественно-политическую тематику.
Общее количество подписчиков во всех соцсетях — более четырёх миллионов, из которых более 532 тысячи на YouTube и более 1,4 миллионов в Telegram-каналах с общим названием NEXTA. Telegram-канал NEXTA Live является шестым по популярности среди всех русскоязычных каналов.
В настоящее время живёт в Польше. В своих публикациях затрагивает темы злоупотребления властью, самоволия госчиновников, силовых органов. Регулярно освещает события из жизни белорусов.

## Биография
Степан Александрович Путило родился 27 июля 1998 года в Минске.
Его отец — белорусский журналист Александр Путило, который ранее работал спортивным комментатором Белтелерадиокомпании, а с 2008 года является автором и ведущим спортивных программ на польском спутниковом телеканале «Белсат» на белорусском и русском языках. Есть младший брат.
Учился в Сеницкой средней школе имени Янки Купалы, после чего окончил Белорусский гуманитарный лицей им. Якуба Коласа, лишённый статуса официального учебного заведения в Белоруссии. Там издал несколько номеров культовой лицейской газеты «Трыкутнік» и начал заниматься музыкой в группах «Выбора нет» и «Фейерверк».
В настоящее время живёт в Польше, где с 2016-го по 2019 года обучался в Силезском университете на специальности «организация кино- и телепроизводства» и с осени 2018 года по конец июня 2020 года вёл белорусскоязычную информационно-развлекательную программу «Суб’ектыў» на телеканале «Белсат».
В сентябре 2020 года видеоблогер Юрий Дудь взял в Польше интервью у Степана Путило и других сотрудников NEXTA. За первую неделю после публикации 18 сентября это видео набрало более 6 млн просмотров на YouTube.

## Публичная деятельность
Публичную деятельность начал в октябре 2015 года, создав канал NEXTA на YouTube. Первое видео на канале — песня «Выбора нет» была приурочена к очередным президентским выборам в Белоруссии и призывала людей к их бойкоту ввиду возможных фальсификаций результатов. Спецслужбы почти сразу же заинтересовались личностью блогера: приходили, в том числе, в школу, выясняли, кто он такой и откуда взялся. Наиболее популярная, продолжительная и узнаваемая рубрика — «Ну и новости» — обзор последних событий в Белоруссии. Самое популярное авторское видео — «Их ждёт смертная казнь» (об очередном смертном приговоре в Белоруссии) — собрало 5,3 млн просмотров.
В 2017 году участвовал в нескольких акциях протеста, в том числе в «Марше рассерженных белорусов» 17 февраля, с которого вёл прямую трансляцию в популярный на то время Periscope. Впоследствии на своём YouTube-канале выпустил несколько видеороликов, посвященных теме протестов в Белоруссии, а также песню «Декрет» о борьбе с «налогом на тунеядство».
В 2017 году собрал почти 5000 подписей в поддержку легализации или как минимум декриминализации марихуаны в Беларуси и отправил их в Палату представителей, где в это время рассматривали возможность изменения статей уголовного кодекса, касающихся употребления легких наркотиков.
В феврале 2018 года против Степана Путило попытались завести уголовное дело по статье 368 УК РБ «Оскорбление президента» за ролики на YouTube: неизвестную гражданку якобы возмутило, среди всего прочего, слово «Лукашерлок», которое фигурировало в названии одного из видео на YouTube, и она написала заявление в милицию с просьбой провести проверку. У блогера, который во время обыска находился уже в Польше, изъяли старый ноутбук и видеокамеру. Результаты проведённой «проверки» стали известны лишь спустя 9 месяцев: в ноябре 2018 года милиция отказала в возбуждении уголовного дела и сообщила, что ограничений на пересечение государственной границы в отношении блогера нет. Несмотря на это, он не ездит в Белоруссию, опасаясь преследования со стороны действующей власти.
С осени 2018 года активно ведёт канал NEXTA в мессенджере Telegram.
Канал NEXTA подробно освещал протесты в Белоруссии.
В августе 2020 года канал NEXTA стал одним из самых популярных телеграм-каналов в мире. Степан Путило был объявлен властями Беларуси в международный розыск в рамках уголовного дела об организации массовых беспорядков.
С октября 2020 года выпускает на YouTube-канале NEXTA интервью с общественными и политическими деятелями. Среди первых участников Максим Кац, Илья Варламов и Алексей Навальный.
3 мая 2023 года Минским областным судом был заочно приговорён к 20 годам колонии.

## Фильмография
- 2019: Лукашенко. Уголовные материалы на YouTube
- 2020: Лукашенко. Над пропастью во лжи на YouTube
- 2021: Лукашенко. Золотое дно на YouTube
- 2021: Золотое дно 2: В тени диктатора на YouTube
- 2022: Золотое дно 3. Позорный финал Лукашенко на YouTube
- 2022: Польша. Солидарность в крови на YouTube
- 2023: Путин. По пути Гитлера на YouTube

## Награды и премии

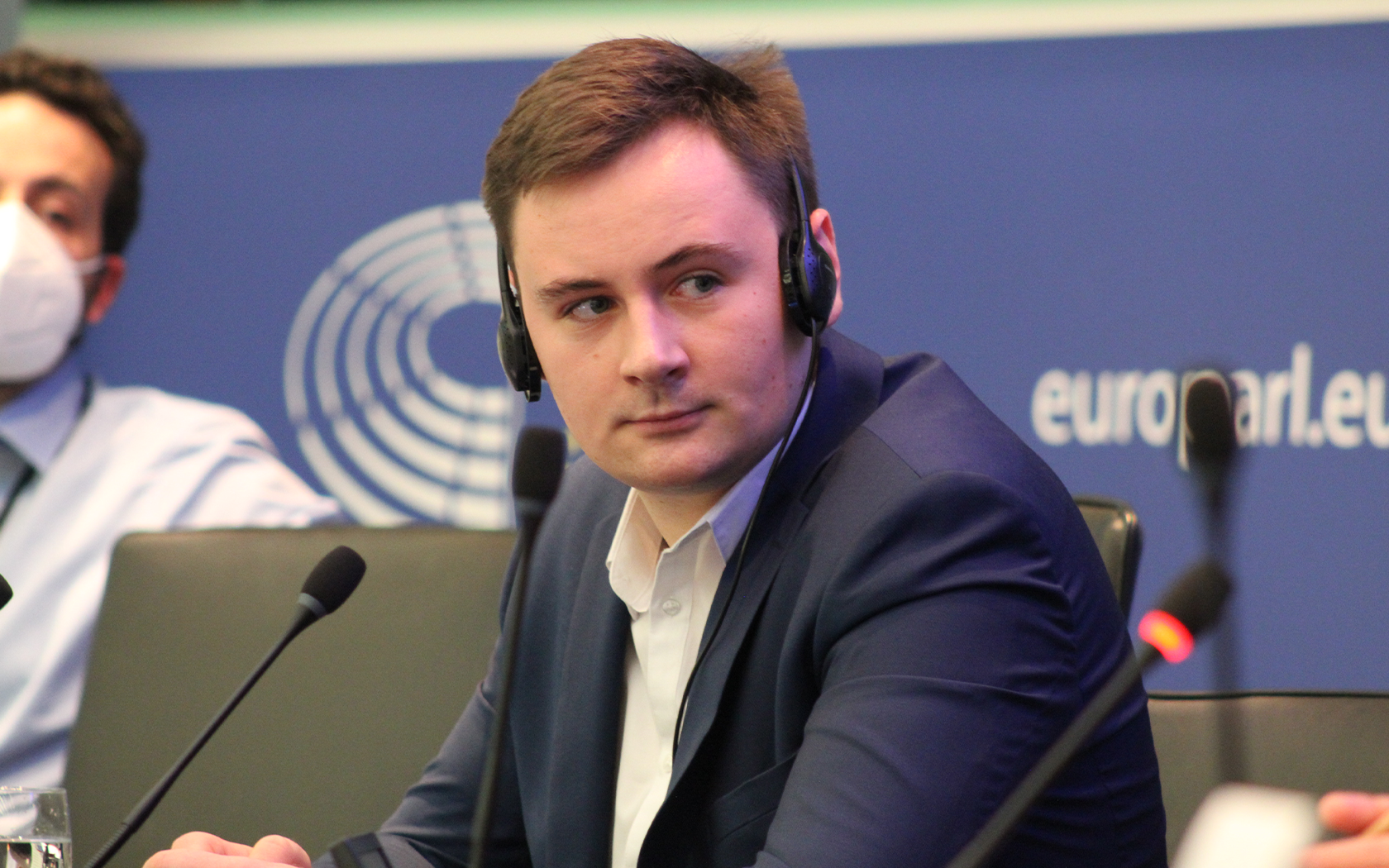
Степан Путило на церемонии вручения Премия Сахарова в 2020 году

- 2019: Национальная премию за защиту прав человека имени Виктора Ивашкевича[25]
- 2020: Премия «Профессия — журналист» фонда «Открытая Россия»[26]
- 2020: Премия имени Сахарова (совместно с другими[4])
- 2020: Среди топ-5 номинантов польской премии Grand Press[27]
- 2021: Номинант на звание «30 самых перспективных россиян до 30 лет» по версии журнала Forbes в категории «Новые медиа»[28]
- 2025: Упомянут в списке журнала Forbes «30 до 30 - Европа - медиа и маркетинг»[29]